# Damián Herrera
Damián Herrera (3 de diciembre de 1980) es un periodista deportivo y presentador uruguayo.
Ingresó a Teledoce en 2005 como periodista de deportes en Telemundo, desempeñándose principalmente en la sección correspondiente de la edición matinal, si bien ocasionalmente cubría móviles en distintos horarios. También formó parte del equipo periodístico de Fox Sports Uruguay donde estuvo desde febrero de 2017 hasta 2019 en el programa que conducía Julio Ríos Corbo, Fox Sports Radio y en La última palabra.
Estuvo en pareja con la modelo Nadia Theoduloz.